# Polly (Doctor Who)
Polly es un personaje de ficción interpretado por Anneke Wills en la longeva serie británica de ciencia ficción Doctor Who. Es una joven de 1966, y fue acompañante del Primer y del Segundo Doctor, regular en el reparto de 1966 a 1967. Polly apareció en 9 historias (36 episodios).

## Historia del personaje
Polly aparece por primera vez en el serial del Primer Doctor The War Machines, donde trabaja como secretaria del Profesor Brett, quien desarrolla una inteligencia artificial conocida como WOTAN, y Polly conoce al Doctor y Dodo Chaplet cuando van a investigarla. Polly se hace amiga de Dodo y la lleva a un club nocturno de Londres llamado el Inferno, donde conocen a Ben Jackson, e intentan animar al marino mercante. Cuando Polly es acosada por otro patrón en el Inferno, Ben va a su rescate. Finalmente, Ben y Polly ayudan al Doctor en su lucha contra WOTAN cuando el ordenador intenta conquistar el mundo. Son los encargados de darle al Doctor la noticia de que desea quedarse en 1966, y accidentalmente el Doctor se los lleva en la TARDIS cuando vuelven a devolverle la llave de Dodo.
Polly, a diferencia de Dodo, es la típica mujer moderna y sofisticada de los años sesenta, vivaz, atractiva, y alternativamente tímida y agresiva. Ben y ella hacen una extraña pareja, pero ella se muestra receptiva a las instancias protectivas de Ben, y este la encuentra elegante y sofisticada, dándole el mote de "Duquesa". Polly está presente con Ben cuando el Primer Doctor se regenera en el Segundo, y continúa viajando con este. Después se les unirá el nuevo acompañante Jaime
Finalmente, la TARDIS logrará regresar al Londres de 1966 (en The Faceless Ones) exactamente el mismo día que Ben y Polly se fueron (aunque ha pasado un año para ellos). Deciden quedarse atrás para seguir sus vidas como si nada mientras el Doctor y Jamie prosiguen viaje.
Nunca se supo el apellido de Polly en la serie. Según las notas de producción, se suponía que se llamaba Polly Wright, pero no se usó apellido para evitar confusión con la antigua acompañante Barbara Wright. En The Faceless Ones aparece un doble de Polly llamado Michelle Leuppi, y entre la dificultad de oído y la malinterpretación del contexto, algunos trrabajos de referencia le dieron a Polly el apellido "Lopez". Anneke Wills sugirió el apellido "Bettingham-Smith" por una de sus amigas. En la novela de Virgin Missing Adventures Invasion of the Cat-People de Gary Russell, se le dio expresamente a Polly el apellido Wright, ya que supuestamente aparecía en la descripción del personaje y el guion de los cástines cuando Gerry Davis, como editor de guiones, y la productora Innes Lloyd crearon a Ben y Polly en 1966. Pero la canonicidad del trabajo no perteneciente a la televisión es incierta.
Lo que le ocurre a Polly tras su regreso a la Tierra no queda aclarado. El Doctor parece pensar que Ben se convertirá en almirante y Polly cuidará de él, pero no está claro si esto es una predicción o simplemente un buen deseo.
En la historia de The Sarah Jane Adventures titulada Death of the Doctor, Sarah Jane Smith menciona que Polly ahora trabaja en un orfanato en la India con Ben.